# Hugo von Seeliger
Hugo Hans von Seeliger, född 23 september 1849 i Biała, Österrikiska Schlesien, död 2 december 1924 i München, var en tysk astronom, bror till historikern Gerhard Seeliger. 
Seeliger blev efter studier i Heidelberg och Leipzig 1873 observator vid observatoriet i Bonn, 1878 docent i astronomi i Leipzig, 1881 direktor för observatoriet i Gotha samt 1882 professor vid universitetet och direktor för observatoriet i München. Hans förnämsta arbeten tillhör den celesta mekaniken, den teoretiska fotometrin och stellarastronomin. I åtskilliga av dessa arbeten behandlade han flera av astronomins fundamentala problem. I bland annat avhandlingarna Ueber das Newtonsche Gravitationsgesetz (1896) och Über die sogenannte absolute Bewegung (1906) bidrog han till utredandet av frågan om den Newtonska gravitationslagens universella giltighet och de mekaniska grundförutsättningarna för teorierna för himlakropparnas rörelser. 
I ett flertal avhandlingar undersökte han på teoretisk väg konstitutionen och belysningsförhållandena hos kosmiska stoftmassor samt tillämpade bland annat dessa undersökningar på Saturnus ringar och zodiakalljuset. Beträffande Saturnusringarna framlade han i Zur Theorie der Beleuchtung der grossen Planeten, insbesondere des Saturn (1887) och Theorie der Beleuchtung staubförmiger kosmischer Massen, insbesondere des Saturnringes (1893) en utförlig teori för deras belysningsförhållanden, som i förbindelse med de av Gustav Müller utförda fotometriska mätningarna lämnade avgörande bevis för riktigheten av uppfattningen av dessa ringar såsom massor av små satelliter, som omkretsar planeten. Det förra av de båda nämnda arbetena innehåller även andra för den teoretiska fotometrin mycket betydelsefulla undersökningar. Zodiakalljuset behandlades av Seeliger i avhandlingen Ueber kosmische Staubmassen und das Zodiacallicht (1901) och Das Zodiacallicht und die empirischen Glieder in der Bewegung der inneren Planeten (1906). I den senare av dessa visar han, att vissa hittills ytterst svårförklarliga störningar i de inre planeternas rörelser med största sannolikhet har sitt upphov i en solen omgivande tunn stoftmassa, som kan identifieras med zodiakalljuset. Viktiga undersökningar över förmörkelseteorin innehåller Die Vergrösserung des Erdschattens bei Mondfinsternissen (1896).
Seeligers kanske mest betydelsefulla arbeten ligger inom fixstjärnastronomin. I en serie avhandlingar behandlade han de intressanta rörelseförhållandena inom det bekanta stjärnsystemet ζ Cancri och andra tre- och flerfaldiga stjärnor. Till förklaringen av novorna framställde och utvecklade han en teori, enligt vilken dessa företeelser antas uppkomma genom inträdandet av en stjärna i ett gas- eller stoftartat "kosmiskt moln". Denna teori erhöll ett viktigt stöd genom upptäckten av vidsträckta tunna nebulosmassor omkring novan i Perseus 1901.
De utan tvivel viktigaste av Seeligers stellarastronomiska arbeten är emellertid hans omfattande undersökningar över stjärnornas fördelning och de slutsatser han ur dessa drog angående universums allmänna byggnad och struktur. Dessa arbeten nedlades i en rad stora avhandlingar, av vilka de mest betydelsefulla är Vertheilung der in beiden Bonner durchmusterungen enthaltenen Sterne am Himmel (1888), Betrachtungen über die räumliche Verteilung der Fixsterne (I, 1898; II, 1909), Über die räumliche Verteilung der Sterne im schematischen Sternsystem (1911) och Über die räumliche und scheinbare Verteilung der Sterne (1912). Huvudresultatet av alla dessa arbeten över stjärnornas fördelning torde i korthet kunna sammanfattas såsom ett inte på spekulationer, utan på en strängt matematisk behandling av det befintliga observationsmaterialet grundat fastställande av det faktum, att över huvud alla för oss som enstaka punkter synbara stjärnor tillsammans bildar ett enhetligt, bestämt avgränsat system, som har sin största utsträckning i Vintergatans plan och som på alla sidor omges av en stjärntom rymd.
Seeliger, som ofta betraktats som sin tids främste astronom, var under många år ordförande i det internationella astronomiska sällskapet, Astronomische Gesellschaft. Han blev 1900 ledamot av Fysiografiska sällskapet i Lund, 1909 av Vetenskapssocieteten i Uppsala och 1919 av svenska Vetenskapsakademien. På sin 75-årsdag (1924) hyllades han med en festskrift, i vilken ett 40-tal kollegor och lärjungar världen runt medverkade.
Asteroiden 892 Seeligeria är uppkallad efter honom.